# William de Brailes
William de Brailes est un enlumineur anglais, actif à Oxford entre 1230 et 1260. Plusieurs documents d'archives mentionnent son activité, deux manuscrits sont signés de sa main et plusieurs autres lui sont attribués. C'est le seul enlumineur anglais du XIIIe siècle dont on connaisse le nom avec Matthew Paris.

## Éléments biographiques
Son nom semble indiquer qu'il est originaire de Brailes, dans le Warwickshire. Plusieurs documents mentionnent sont existence à Oxford et plus précisément dans Catte Street, le quartier des métiers du livre de la ville, à l'emplacement de l'actuelle chapelle du All Souls College. Il y était établi dans une maison dont il était propriétaire avec sa femme Celena vers 1260. Cependant, aucun document ne mentionne de livre précis fait de sa main. 
Deux livres pourraient tout de même avoir été signés de sa main : une livre d'heures, le plus ancien d'Angleterre, contient deux lettrines historiées le représentant avec une tonsure, à proximité desquelles se trouvent son nom et sur l'une d'entre elles, la mention : « w. de brail' qui me depeint ». Sur un autre manuscrit, dans l'une des pages d'un psautier désormais conservées au Fitzwilliam Museum, il est représenté sauvé des flammes de l'enfer par de anges et tenant un phylactère contenant les mots : « w. de brail' me fecit ». 

## Manuscrits attribués

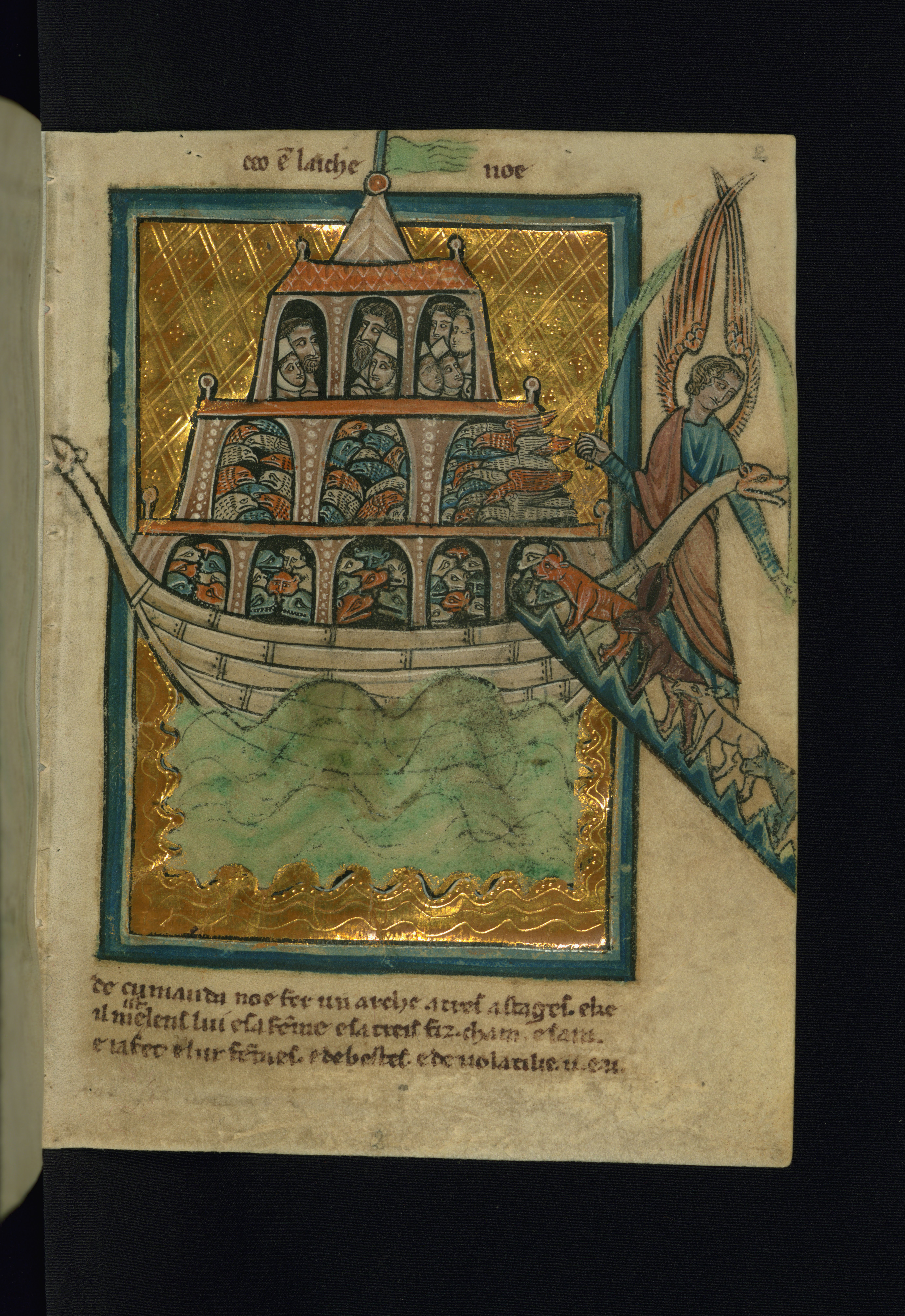
L'arche de Noé. Walters Art Museum, W.106.2R

La qualité souvent variable des enluminures attribuées semblent indiquer qu'il était à la tête d'un atelier.
- Heures de Brailes, destinées à une femme inconnue, vers 1240, British Library, Add.49999[3]
- Bible franciscaine, vers 1240-1250 (atelier), BL Harley 2813[4]
- cycle d'illustrations destinées à l'introduction d'un psautier (aujourd'hui conservé au Nationalmuseum, Stockholm, Ms. B.2010), 31 feuillets conservés sur 98 dont 24 au Walters Art Museum (W.106) et 7 au Musée Marmottan (Collection Wildenstein)[5]
- Feuillets contenant des miniatures en pleine page d'un ancien psautier, vers 1230-1340, 6 conservées au Fitzwilliam Museum Ms.330[6] et une à la Pierpont Morgan Library M.913[7]
- Bible dite « de Brailes » dominicaine avec des messes, Bibliothèque Bodléienne, Oxford, Lat. bib. e. 7[8]
- Bible, 45 lettrines historiées, Free Library of Philadelphia, Lewis E 29[9]
- Bible, Oxford, New College, Ms.322
- Bible, Cambridge, Gonville and Caius College, Ms.350/567